# Centaurea parviflora
Centaurea parviflora — вид квіткових рослин родини айстрових (Asteraceae). Ареал: Алжир, Туніс.